# Берендюга, Виктор Фёдорович
Ви́ктор Фёдорович Берендю́га (укр. Віктор Федорович Берендюга; пол. Wiktor Berendiuga; 27 января 1962, Львов) — советский ватерполист, защитник, бронзовый призёр Олимпийских игр и чемпионата мира. Мастер спорта СССР международного класса (1988), кандидат в мастера спорта СССР по плаванию.

## Карьера
На Олимпийских играх 1988 года в составе сборной СССР выиграл бронзовую медаль. На турнире Берендюга провёл 7 матчей и забил 1 гол.
Бронзовый призёр чемпионата мира 1986 года. Двукратный чемпион Европы (1985, 1987). Победитель летних Универсиад (1983, 1985) и Игр доброй воли 1986 года. Бронзовый призёр чемпионата СССР 1989 и 1991 годов, финалист Кубка СССР, победитель XV Всесоюзной Спартакиады школьников 1978 года в составе сборной Украинской ССР.
Окончил Львовский государственный институт физической культуры в 1985 году, тренеры — Юрий Скловский, Владимир Зверев, Александр Бойко, Геннадий Пинский. Играл за львовское «Динамо» (с 1979 года), а после распада СССР — в Болгарии и на Мальте, завершил карьеру игрока в 1995 году. В настоящее время проживает в польском городе Лодзь, работает педагогом в школе и тренером молодёжи в клубе «Нептун». Был ассистентом главного тренера в польской сборной.